# Des choses que je ne t'ai jamais dites
Pour plus de détails, voir Fiche technique et Distribution.
Des choses que je ne t'ai jamais dites (Cosas que nunca te dije) est un film hispano-américain écrit et réalisé par Isabel Coixet en 1996.

## Fiche technique
- Titre : Des choses que je ne t'ai jamais dites
- Titre original : Cosas que nunca te dije
- Réalisation et scénario : Isabel Coixet
- Producteurs : Javier Carbó, Dora Medrano et Eddie Saeta
- Producteur exécutif : Luis Miñarro
- Musique : Alfonso Vilallonga
- Directeur de la photographie : Teresa Medina
- Montage : Kathryn Himoff, Juan Peláez et Paco Ruiz
- Distribution des rôles : Heidi Levitt, Monika Mikkelsen et Nannette Troutman
- Création des décors : Charles Armstrong
- Direction artistique : Marc Rosenblatt
- Décorateur de plateau : Lu Mascaró
- Création des costumes : Agnès Bonet et Lola Villaescusa
- Sociétés de production : Carbo Films et Eddie Saeta S. A.
- Pays de production :  Espagne,  États-Unis
- Genre : Comédie dramatique, romance
- Dates de sortie en salles : 
  - Espagne : 11 octobre 1996
  - France : 23 juin 1999

## Distribution
- Andrew McCarthy : Don Henderson
- Lili Taylor : Ann
- Leslie Mann : Laurie
- Peggy West : la femme à la caméra
- Sherilyn Lawson : la femme à la glace
- Linda Ruth Goertz : Aurora
- Kathryn Hurd : Muriel
- Chanda Watts : l'infirmière d'Ann
- Kathleen Edwards : Dr. Lewis
- Alexis Arquette : Paul
- Seymour Cassel : Frank
- Debi Mazar : Diane
- Richard Edson : Steve

## Récompenses
- Festival international du film de Thessalonique 1996 : Alexandre d'argent et meilleure actrice (Lili Taylor)